# 우키피디아
우키피디아(Wookieepedia)는 영화 《스타 워즈》 시리즈에 대한 온라인 백과사전이다. 우키피디아라는 이름은 스타 워즈 시리즈에 등장하는 종족 우키와 백과 사전을 뜻하는 엔사이클로피디어를 합친 것으로, 위키피디아라는 이름의 패러디이기도 하다. 한국어판으로는 포스피디아 (Forcepedia) 가 있다.

## 상세
2014년 4월 25일 리부트 이전 조지 루카스, 여러 소설 작가들에 의해 공식 설정 이었던 확장 세계관 (Expanded Universe, 줄여서 EU) 인 레전드 (Legends) 세계관 설정과 리부트 이후 디즈니의 캐넌 (Canon) 세계관 사전 정보 작성이 되어있는 사이트이다. 또한 종족, 기술, 무기, 행성, 지명이 작성되어있다.